# Styringomyia susilae
Styringomyia susilae är en tvåvingeart som beskrevs av Alexander 1942. Styringomyia susilae ingår i släktet Styringomyia och familjen småharkrankar. Inga underarter finns listade i Catalogue of Life.